# Knochen und Namen
Knochen und Namen (internationaler Titel: Bones and Names) ist ein deutscher Spielfilm von Fabian Stumm aus dem Jahr 2023 mit Fabian Stumm, Knut Berger und Marie-Lou Sellem, der auf die 73. Berlinale in die Sektion Perspektive Deutsches Kino eingeladen wurde.

## Handlung
Boris und Jonathan sind seit vielen Jahren ein Paar. Als Schriftsteller Jonathan sich mehr und mehr in der Arbeit an einem neuen Roman verliert und Schauspieler Boris bei Filmproben seinem jüngeren Kollegen Tim näherkommt, finden sie sich unerwartet an einem Wendepunkt in ihrer Beziehung wieder und beginnen, ihre Liebe zu hinterfragen. Währenddessen bemüht sich Jonathans alleinerziehende Schwester Natascha um mehr Stabilität für sich und ihre kleine Tochter Josie, die ihrerseits eigenwillige Wege einschlägt, mit dem nahenden Ende ihrer Kindheit umzugehen.

## Produktion und Hintergrund

### Entstehung
Der Film ist nach dem preisgekrönten mittellangen Spielfilm Daniel das Langfilmdebüt des Schauspielers Fabian Stumm, der neben seiner Arbeit als Drehbuchautor und Regisseur außerdem in einer Hauptrolle zu sehen ist.

### Besetzung
Die Hauptrollen wurden von Fabian Stumm bereits für die jeweiligen Schauspieler und Schauspielerinnen entwickelt. So standen Knut Berger, Marie-Lou Sellem, Susie Meyer, Doreen Fietz u. a. schon in der Drehbuchphase fest. Für die Besetzung des restlichen Casts war die österreichische Casterin Eva Roth zuständig, bekannt durch ihre Arbeiten an Nordrand von Barbara Albert, Hundstage von Ulrich Seidl oder Große Freiheit von Sebastian Meise.

## Veröffentlichung
Knochen und Namen wurde am 19. Februar 2023 im Rahmen der Berlinale-Sektion Perspektive deutsches Kino uraufgeführt. Die US-Premiere fand am 20. Juli 2023 auf dem Outfest in Los Angeles statt. In Deutschland kam der Film am 18. Januar 2024 im Verleih von Salzgeber in die Kinos.

### Rezeption
Nach seiner Premiere auf der Berlinale erhielt Knochen und Namen überwiegend positive Kritiken. Für Harald Mühlbeyer von Kino-Zeit ist der Film „eine höchst gelungene Spielerei mit den Formalien des Filmemachens und mit den Emotionen, die Kino erzeugen kann.“
„Knochen und Namen ist ein mit leisem Humor durchsetzter Beziehungsfilm. Regisseur Fabian Stumm deckt die Risse in Partnerschaften auf verschiedenen Ebenen mit großer Ernsthaftigkeit und hoher Sensibilität auf, ohne den Unterhaltungswert seines Debüts aufs Spiel zu setzen“, schreibt Peter Gutting auf Film-Rezensionen.
„Hübsch authentisch mit originellen Einfällen. Der Verzicht auf jede Förderung sorgt sichtlich für kreative Freiheit!“ lautet das Fazit von Filmjournalist Dieter Oßwald auf Queer.de.
Savina Petkova schreibt auf Cineuropa: „Fabian Stumms Regiedebüt ist eine tiefgründige Befragung von Beziehungen und zwischenmenschlicher Nähe. Zweifellos ist Stumms Zukunft als Filmemacher nicht weniger vielversprechend als seine Gegenwart als Schauspieler, mit einem feinen Gespür für menschliche Sensibilitäten und Unzulänglichkeiten.“

## Auszeichnungen
Internationale Filmfestspiele Berlin 2023
- Gewinner des Heiner-Carow-Preises
- Nominierung für den Kompass-Perspektive-Preis
- Nominierung für den LGBTIQ-Preis Teddy Award.[6]

Neiße Filmfestival 2023
- Gewinner Neiße-Fisch – Bestes Drehbuch

Outfest 2023
- Nominierung als bester Spielfilm

Fünf Seen Filmfestival 2023
- Nominierung für den Nachwuchs-Preis in der Perspektive Spielfilm

Filmkunstfest Mecklenburg-Vorpommern 2023
- Nominierung als bester Spielfilm

Deutscher Schauspielpreis 2023
- Gewinnerin Marie-Lou Sellem – Beste dramatische Nebenrolle
- Nominierung Haley Louise Jones – Starker Auftritt

Deutscher Filmpreis 2024
- Nominierung Marie-Lou Sellem – Beste weibliche Nebenrolle